# Charles Gilson
Charles Gilson, de son nom complet Charles James Louis Gilson également connu sous ses nom de scènes Capitaine Charles Gilson, Major Charles Gilson et Barbara Gilson, né en 1878 et mort en 1943 est un officier britannique et auteur populaire de science-fiction, de récits d'aventure et de livres de fiction historique pour enfants,. Certaines de ses histoires ont été illustrées, dont au moins un livre, The Refugee ; the Strange Story of Nether Hall, par Arthur E. Becher. Cyrus Cuneo a également illustré ses écrits. Sa fiction comprenait des ouvrages sur les Pygmées du Haut-Congo. Il a également dépeint des aventures de l'époque de la révolte des Boxers. Certaines de ses histoires ont été publiées en série dans des magazines. Beaucoup de ses histoires sont disponibles en ligne grâce à des ressources telles que le Projet Gutenberg. 

## Biographie
Gilson sert en Chine après la rébellion des Boxers et met en scène la Chine dans certaines de ses histoires. Gilson met en scène un détective chinois dans l'une de ses histoires. Il écrit des romans pour jeunes adultes et est loué pour sa " grande connaissance du monde " dans ses représentations. Ses histoires sont également publiées dans des magazines pour jeunes tels que The Captain et St. Nicholas Magazine. Un autre de ses ouvrages met en scène les exploits de Jerry Abershaw. Il a également produit un récit sur Robin des Bois.
Le Spectator fait une critique de son livre The Lost Column en 1908.